# 兰达文

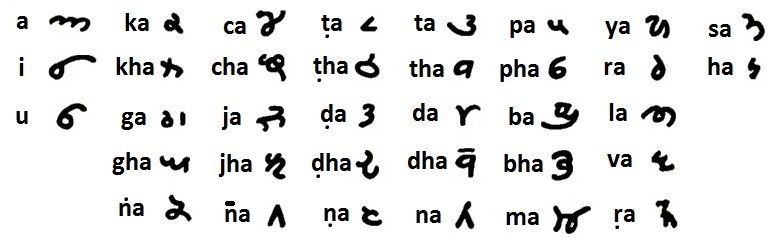
蘭達文手寫體圖表

兰达文（也叫Laṇḍā、Lahnda、Landa）意思是「没有尾巴」，是一个旁遮普语单词。它曾在北印度地区作为局域性的书写系统。
从名字就能看出来，这是兰达语的书写系统。而后者也被称为西旁遮普语。至少有十种古代字母被统一称为兰达文。它们在旁遮普地区都是通用的。
兰达文是在约十世纪由撒拉达字母（Śāradā）演变过来的。它在北印度和西北印度广泛使用。包括旁遮普、信德、克什米尔和俾路支斯坦及开伯尔-普赫图赫瓦省的部分地区。它用于拼写旁遮普语、印地语、信德语、西莱基语、俾路支语、克什米尔语、普什图语和何种旁遮普语方言，比如婆陀哈利语。
在后来的几个世纪里，古木基文由兰达文衍生了出来。柯治基字母是一个伊斯迈里柯扎社区的宗教字母，它是在信德地区衍生的兰达语字母。 玛哈扎尼字母，一个曾广泛用于拼写旁遮普语和马拉雅哈姆语的字母，与兰达文也是有关系的。信德语常用的库达巴帝字母同样也是一种基于兰达字母的字母。
将兰达语文划分为地区类型的观点得到了一手资料和二手资料的支持。在《信德语语法》(Grammar of the Sindhi Language)（1849年）中，乔治·斯塔克 (George Stack) 介绍了信德省使用的十二种兰达语文地区变体和旁遮普省使用的一种形式。乔治·格里尔森 (George Grierson)（1916 年）展示了旁遮普省使用的两种不同形式的兰达语文，其中一种是木尔坦语 (Multan) 使用的形式。威廉·莱特纳 (William Leitner)（1882 年）展示了旁遮普省使用的至少六种兰达语文形式和信德省使用的众多地方变体和比较表。用于对这些兰达语文形式进行分类的命名法并不统一。一些文字以它们用于书写的语言和方言命名，而另一些文字则以它们所属的地区或社区命名。根据以上和其他资料，尝试根据地区归属对基于兰达字母的文字的各种名称进行分类
旁遮普地区：巴瓦尔普里文 Bhawalpuri，古尔穆基文 Gurmukhi，兰达文 Landa，拉马瓦西文 Lamawasi，穆尔塔尼文 Multani (卡里基文 Karikki，兰哈达文 Lahnda，奥奇基旁遮普文 Ochiki Punjabi，南兰达文 Southern Lahnda)，图尔文 Thul(在德拉贾特 Dehrajat)，萨里卡文 Sarika (在德拉贾特 Dehrajat)；
信德地区：阿罗拉文 Arora，巴尼亚文 Baniya，巴蒂亚文 Bhatia，海达拉巴迪文 Haidarabadi，卡拉迪文 Karadi，库达巴迪文 Khudawadi，赫瓦贾文 Khwaja (霍伊基文 Khojki)，哈特瓦尼卡文 Hatvanika，兰达文 Landa，拉莱文 Larai，洛哈纳基文 Lohanaki (洛哈纳文 Lohana)，迈蒙文 Maimon，让迦文 Rajai，萨卡文 Sakkar，什卡普里文 Shikarpuri，塞维尼巴比拉文 Sewhani Bhabhira，特达文 Thatta (塔泰文 Thattai)，瓦尼亚文 Vaniya，旺盖文 Wangai，哇尼科文 Waniko。